# 布朗棘輪

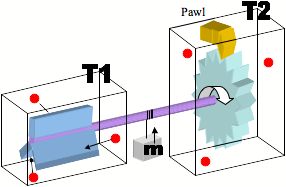
布朗棘轮的示意图

布朗棘輪（Brownian ratchet），又称费曼棘轮，由波兰物理学家玛丽安·斯莫卢霍斯基于1912年提出的永动机構想，因物理学家理查德·费曼於1962年的讲座中传播开来。
如图，一個浸在水中的槳輪上连接一個微小的棘輪。因棘輪只能單方向轉動，由于分子的布朗运动，當分子隨機與槳輪碰撞時，槳輪只能往一個方向轉，而且可用來作功，例如舉起一個小砝碼。
這樣一來只要使用簡單的棘輪，像是用掣子（pawl）咬住齒輪，就可以讓槳輪永遠轉動下去。
但費曼自己證明了他的布朗棘輪必須要有一個微小的掣子，能隨分子的碰撞而動。當棘輪和掣子的溫度與水相同時，這個微小的掣子三不五時就會失效，而無法產生淨移動。當溫度低於水溫時，槳輪就有可能只往一個方向轉動，此時耗的能來自於溫度梯度，並未違反热力学第二定律。